# Тшцянкі (Пулавський повіт)
Тшцянкі (пол. Trzcianki) — село в Польщі, у гміні Яновець Пулавського повіту Люблінського воєводства.
Населення — 323 особи (2011).
У 1975-1998 роках село належало до Люблінського воєводства.

## Демографія
Демографічна структура станом на 31 березня 2011 року:
|          | Загалом | Допрацездатний вік | Працездатний вік | Постпрацездатний вік |
| -------- | ------- | ------------------ | ---------------- | -------------------- |
| Чоловіки | 152     | 36                 | 103              | 13                   |
| Жінки    | 171     | 39                 | 97               | 35                   |
| Разом    | 323     | 75                 | 200              | 48                   |